# 黑塔VII：黑暗之塔
《業之門》（英語：The Dark Tower）是美國小說家史蒂芬金所寫的長篇奇幻小說黑塔系列中的第七集，即全系列最後一集。台灣由皇冠出版社出版，內地簡體版則由人民文學出版社於2008年10月出版，英文原版早於2004年6月出版，當中相距近四年。

## 故事簡介
雖然卡拉漢神父犧牲了自己的性命，以阻止吸血鬼及下等人的攻擊，但傑克仍然無法阻止血王之子莫德瑞的出生，而莫德瑞一出生就吃掉米亞，蘇姍娜則射斷了莫俊德蜘蛛形態的一隻腳。
經過一場混戰，眾人終於來到藍色天堂，藍色天堂即破壞者居住的地方，又稱帝法托易，血腥之王利用破壞者的念能力破壞光束。槍俠們在三名破壞者的幫助下，終於解放了藍色天堂，但艾迪在最後遭到藍天堂的主任平姆立·普蘭提斯槍殺。
羅蘭和杰克去到真實世界的紐約，救了史蒂芬·金，但換來是傑克的去世，因為改變業需要犧牲，史蒂芬金可以繼續故事的發展，而羅蘭稍後在真實世界見到共業集團的成立及玫瑰受到安全的保護。槍俠的共業夥伴越來越少人，在接近光束的路上，蘇姍娜亦選擇離去，去到另一個非真實世界的紐約，仔仔亦被莫德瑞所殺，莫德瑞則死於羅蘭槍下。結果最終只有羅蘭到達黑塔。羅蘭在塔中經歷了自己的過去，頂部的門將他送往沙漠，也是故事的重新開始，但是這次他的物品多了艾爾德的號角。

## 獎項
2005年，本書與《黑塔VI 蘇珊娜之歌》在軌跡獎最佳奇幻小說類別得到第4名。本書也於2005年獲得英倫奇幻獎。